# Helvetets håla
Helvetets håla är ett naturreservat och en liten sjö i Vetlanda kommun i Jönköpings län i Småland.
Området är skyddat sedan 2006 och är 7,2 hektar stort. Det är beläget sydost om Lemnhult och består av en skura med barrnaturskog.
Trollebo portar är en tvärbrant ravin, även kallad skura som kan följas drygt 4 km i sydnordlig riktning. En del av skuran ingår i naturreservatet. I södra delen mitt i ravinen ligger den lilla sjön Hälvetets håla.

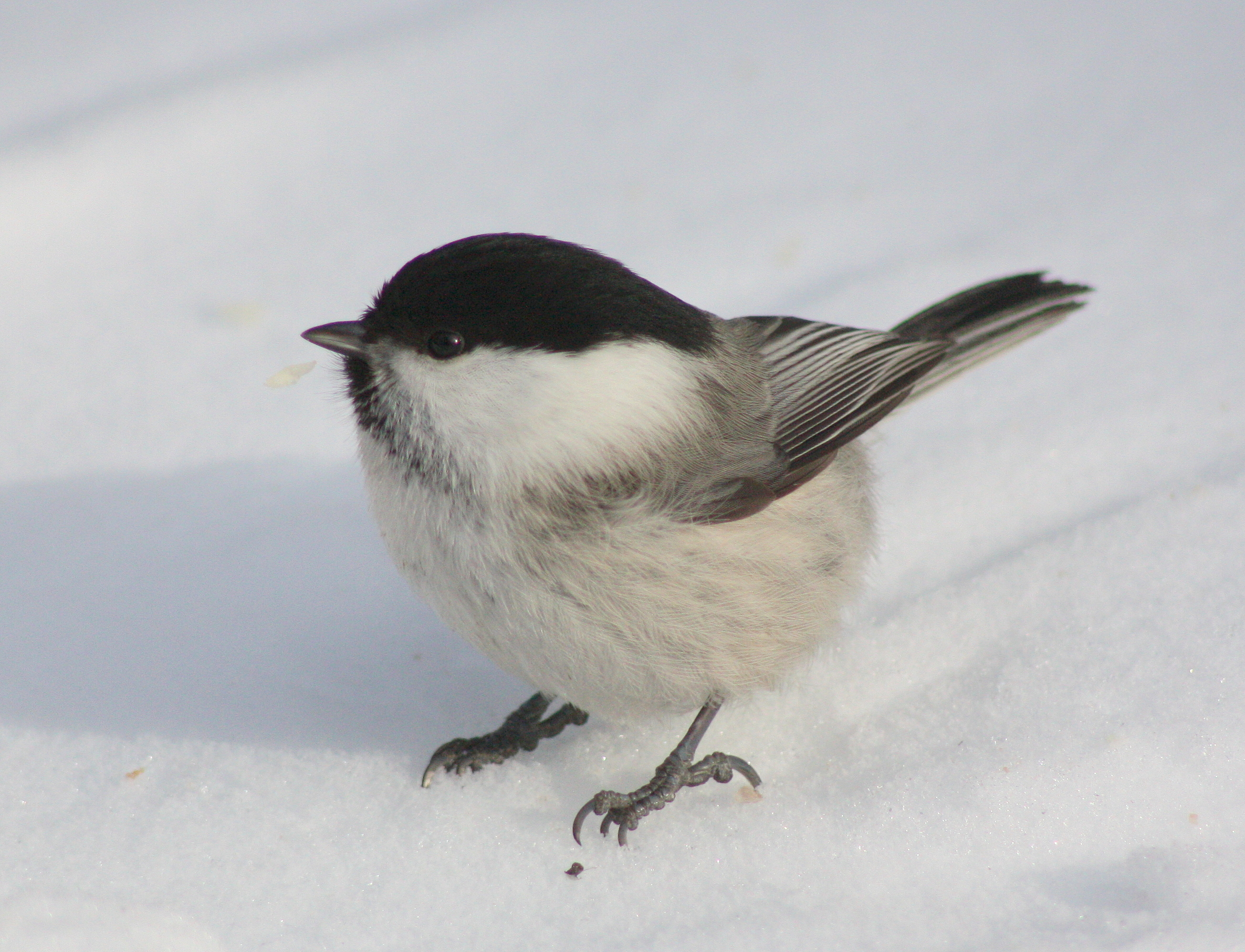
Talltita

De nästan lodräta bergväggarna är av röd granit. I ravinens botten ligger stora kantiga block och där växer granar och lövräd. Den höga luftfuktigheten skapar förutsättningar för flera arter av mossor såsom vedtrappmossa, grön sköldmossa, västlig hakmossa och stor revmossa.
Öster om skuran finns hällmarkstallskog med mycket gamla tallar och även en del granskog. I området finns ett rikt fågelliv med bl.a. korsnäbb, spillkråka, tofsmes, talltita och sparvuggla.
Genom reservatet löper en stig.